# همگی در خانواده
همگی در خانواده (انگلیسی: All in the Family) یک مجموعهٔ کمدی موقعیت تلویزیونی آمریکایی است که مابین سال‌های ۱۹۷۱ تا ۱۹۷۹ از شبکهٔ سی‌بی‌اس پخش شد. داستان این مجموعهٔ دربارهٔ پدری از طبقه کارگر و خانواده‌اش بود.
این سریال با مطرح کردنِ مسائلی که قبلاً برای یک کمدی تلویزیونی آمریکایی نامناسب تلقی می‌شد، هنجارشکنی کرد؛ مسائلی نظیر نژادپرستی، یهودستیزی، بی‌وفایی، همجنس‌گرایی، جنبش آزادی زنان، تجاوز جنسی، دین، سقط خودبه‌خودی و سقط جنین، سرطان پستان، یائسگی، اختلال نعوظ و جنگ ویتنام. این مجموعه با به تصویر کشیدن این موضوعاتِ بحث‌برانگیز، یکی از تأثیرگذارترین برنامه‌های کمدی تلویزیون شد، زیرا توانست لحظات دراماتیک‌تر و تضادهای موضوعی واقعی را به قالب کمدی تزریق کند.
در ایالات متحده آمریکا، این سریال را یکی از بهترین مجموعه‌های تلویزیونی تاریخ این کشور می‌دانند و مابین سال‌های ۱۹۷۱ تا ۱۹۷۶، این سریال در رتبهٔ نخست رتبه‌بندی نیلسن قرار داشت. انجمن نویسندگان آمریکا در سال ۲۰۱۳، فیلم‌نامهٔ این سریال را در رتبهٔ ۴ بهترین نویسندگی برای یک سریال تلویزیونی قرار داد.

## گزیدهٔ بازیگران
- کرول اوکانر
- جین استیپلتون
- سالی استراترس
- راب راینر
- دنیل بریزبوآ
- شرمان همسلی
- ایزابل سنفرد
- بیتریس آرتور
- بتی گرت
- وینسنت گاردنیا
- رو مک‌کلاناهان
- اَلِـن ملوین
- جیمز کرامول
- لیز تورس
- باب هیستینگز
- جیسون وینگرین
- برنارد هاگز
- سورل بوک
- استل پارسونز
- بیل کوئین
- ندرا ولتز
- جین کانل
- الیزابت ویلسون
- را آلن
- ریچارد دیسارت
- جرج اس. اروینگ
- کلاید کوساتسو
- روث مک‌دویت
- اف. موری آبراهام